# Южный Декаданс
Южный Декаданс (англ. Southern Decadence) — недельный фестиваль, ориентированный преимущественно на мужчин-геев, проходящий во Французском квартале Нового Орлеана и его окрестностях, совпадающий по времени с празднованием Дня Труда. Неофициально Южный Декаданс известен как гей-Марди Гра. Праздник собирает от 100,000 до 300,000 зрителей. В 2010 году в праздновании участвовало более 125,000 человек. А сам праздник добавил в казну Нового Орлеана более чем $160 миллионов.
Праздник включает в себя парады, уличные праздники и танцевальные вечеринки и очень напоминает Марди Гра. Тем не менее, Южный Декаданс ориентирован на более взрослую публику и носит более сексуальный характер. В 2011 году темой праздника стало: «Славься, Новый Орлеан: Что случается в Новом Орлеане, остаётся в Новом Орлеане», официальными цветами были выбраны розовый, чёрный и серебряный, а официальным гимном — песня Кэти Перри «Firework».

## Противостояние
В последние годы религиозные и консервативные группы Нового Орлеана решительно настроились отменить фестиваль. В 2003 году с целью прекратить празднование Южного Декаданса было подано официальное прошение с прилагавшимися видеокадрами, изображающими десятки мужчин, занимающихся сексом в общественных местах. Также заявители выступили категорически против использования традиционных для Марди Гра балконов, на которых мужчины, подобно девушкам на Марди Гра, но в более пошлой форме, «показывали себя» с целью получения бус. По иронии судьбы, пастор, который подал ходатайство, был арестован в феврале 2011 года по обвинению в мастурбации в общественном парке неподалёку от детской площадки.

## Развитие
В 2009 году в ответ на Декаданс был создан параллельный фестиваль Дайкоданс (от англ. Dyke), который ориентирован на женскую часть ЛГБТ-сообщества, а также на трансгендеров, их родственников и друзей.
В 2011 году «The Bourbon Orleans Hotel» запустил проект «Вечеринка Зависти». Событие было создано с целью поддержки ЛГБТ-сообщества, подобно проекту «It Gets Better». В мероприятии участвовали знаменитые представители ЛГБТ-сообщества со всей страны. С 2012 года вечеринка станет частью Южного Декаданса.

## Ураганы

### Катрина
В 2005 году из-за урагана Катрина Южный Декаданс был официально отменён. Однако, небольшая группы жителей, которые остались во Французском квартале, всё-таки решили отметить праздник. В сокращённом параде участвовало около двух десятков человек. Большинство из них были жители Французского квартала, однако к ним присоединились люди и из других районов, которые пробирались к месту празднования по затопленным улицам. Поскольку на тот момент жителей города эвакуировали, полицейские поначалу попытались остановить парад, но у одного из участников на руках было официальное разрешение, выданное ещё до урагана Катрина. Парад освещали национальные средства массовой информации. Это был первый парад в Новом Орлеане после урагана, из-за которого в городе началась обязательная эвакуация.

### Густав
В 2008 году, в связи с приближением урагана Густав и уведомлением об обязательной эвакуации, некоторые события в субботу и все официальные события воскресенья 31 августа были отменены. В результате, Гранд-маршалы, выбранные для несостоявшегося парада, участвовали в параде 2009 года.